# Quai de l’Allier
Der Quai de l’Allier ist ein Kai am Canal Saint-Denis im 19. Arrondissement von Paris.

## Lage
Der Uferweg führt direkt am Canal Saint-Denis entlang. Er beginnt an der Stadtgrenze zum Département Seine-Saint-Denis und endet am Boulevard Périphérique.

## Namensursprung
Es ist nach dem Allier benannt, einem Fluss in Zentralfrankreich und einem Nebenfluss der Loire.

## Geschichte
Dieser Teil des alten „chemin latéral au canal Saint-Denis“, der ursprünglich auf dem Gebiet von Aubervilliers lag, wurde 1930 an Paris angegliedert und erhielt 1936 seinen heutigen Namen.